# Alexandru Băluță
Ne doit pas être confondu avec Tudor Băluță.
Alexandru Băluță, né le 13 septembre 1993 à Craiova en Roumanie, est un footballeur international roumain qui évolue au poste de milieu de terrain au FCSB.

## Biographie

### Carrière en club
Avec le club de l'Universitatea Craiova, il inscrit onze buts en première division roumaine lors de la saison 2017-2018.
Le 22 juin 2018, Băluță signe un contrat de quatre ans avec le club tchèque du Slavia Prague. La presse rapporte que le montant du transfert s'élève à 3 millions d'euros,. Il participe avec cette équipe à la phase de groupe de la Ligue Europa en 2018. Băluță enregistre une victoire face au Girondins de Bordeaux, puis une autre face au Zénith Saint-Pétersbourg.

### Carrière internationale
Băluță fait ses débuts internationaux en faveur de la Roumanie le 13 juin 2017, en remplaçant Bogdan Stancu à la 66e minute. Lors de ce match, il inscrit le troisième but de son équipe, pour une victoire 3–2 contre le Chili.

## Palmarès
|  |  | Universitatea Craiova - Coupe de Roumanie : - Vainqueur : 2018. |  | Slavia Prague - Championnat de Tchéquie : - Champion : 2019. - Coupe de Tchéquie : - Vainqueur : 2019. |  | FCSB - Championnat de Roumanie (1) - Champion : 2024 |